# Stanisław Marczewski (polityk)
Stanisław Marczewski (ur. 1910, zm. ?) – polski działacz partyjny i państwowy, w latach 1951–1952 p.o. przewodniczącego Prezydium Wojewódzkiej Rady Narodowej w Gdańsku.

## Życiorys
Przed wojną członek Komunistycznej Partii Polski, od 1939 do 1940 działał w Związku Walki Zbrojnej. W sierpniu 1945 dołączył do Polskiej Partii Socjalistycznej, do likwidacji ugrupowania kierował w nim Wojewódzkim Komitetem w Gdańsku. Był członkiem Komitetu Współpracy (tzw. szóstki międzypartyjnej) PPS-PPR dla województwa i powiatu gdańskiego. Został także członkiem Wojewódzkiego Komitetu Partyjnego koordynującego propagandowo to połączenie. W grudniu 1948 wraz z PPS przystąpił do Polskiej Zjednoczonej Partii Robotniczej, był delegatem na zjazd zjednoczeniowy i został członkiem Centralnej Komisji Kontroli Partyjnej PZPR. W grudniu 1948 objął funkcję członka egzekutywy i sekretarza Komitetu Wojewódzkiego PZPR w Gdańsku. Od grudnia 1951 do kwietnia 1952 pełnił obowiązki przewodniczącego Prezydium Wojewódzkiej Rady Narodowej w Gdańsku po odejściu z funkcji Mieczysława Wągrowskiego.